# Mili-
Mili (viết tắt m) là một tiền tố được viết liền trước một đơn vị đo lường quốc tế để chỉ ước số nhỏ hơn 1.000 lần.
Độ lớn này được công bố vào năm 1973, và được công nhận từ năm 1795, theo tiếng Latin nghĩa là một phần nghìn.